# Ceratozamia fuscoviridis
Ceratozamia fuscoviridis es una especie de planta de la familia Zamiaceae. Es endémica de México. Está amenazado (en peligro crítico) por la pérdida de hábitat.

## Fuente
- Donaldson, J.S. 2003.  Ceratozamia fuscoviridis.  2006 IUCN  Lista Roja de la UICN de Especies Amenazadas. Descargado el 21 de agosto de 2007.